# 令人討厭的松子的一生 (電影)
是改编自日本作家山田宗樹同名小说的电影，由中島哲也編劇、執導，中谷美紀主演。在2006年5月27日於日本上映，台灣於2006年12月1日上映，並是2006年金馬國際影展的閉幕片。
導演在本片大量使用音樂劇和類似電視廣告的手法來表現悲劇的情節，這方式在影評中獲得許多良好的評價，主演中谷美紀的表現也獲得肯定。外景主要在日本栃木縣和長野縣拍攝，與原作中的故事場景大川市、福岡市、別府等九州地區不同。

## 故事
電影的劇情基本沿襲自小說《令人討厭的松子的一生》內容，但增添了許多原作中沒有描寫的細節橋段。此外，在人物設定方面則有很大不同，使用較長的時間描寫女主角松子和家人（父親恆造、妹妹久美、弟弟紀夫）之間的關係，而成為泡泡浴女郎、因殺人入監服刑等段落則用音樂劇的形式快速表現。此外，電影將原著中對於性愛的描寫刪減至最少，劇情側重在主角的善良和幸福面。

## 演員
- 川尻松子（幼年時代：奥之矢佳奈）：中谷美紀

故事的主角。家中的妹妹久美體弱多病，因此父母（尤其是父親）對於久美投注更多的關愛，松子也感受到雙親的偏心。為了讓父母能夠多關愛自己一點，松子努力用功唸書成為國中老師。
松子的人生在被誤會偷竊後急轉直下。離家出走、和各式各樣的男人交往後又被背叛，甚至還犯下殺人事件，多次打算自殺卻未遂，晚年形同行屍走肉般苟活。這一切都是為了追求愛情，不願自己孤獨一人。最後於平成十三年晚間因為規勸夜遊的國中生們盡早返家，被夜遊的國中生亂棍打死，享年五十三歲，靈魂回顧一生經歷與曾經和她交集的人們後與妹妹重逢。
- 川尻笙：瑛太

松子的姪子，為了成為搖滾歌手而來到東京，但並不順遂，女友也要求與他分手。就在人生遭逢挫敗時，接觸到姑姑松子的人生，並理解了松子真實的生活。
- 龍洋一：伊勢谷友介（少年時期：廣川淳）

松子的學生，校園旅行偷錢嫁禍給老師松子，後來成為黑道成員，一場偶遇後一度和松子發生師生戀，出獄後深怕再傷害松子，以傷害她的方式來拋棄松子。
- 川尻久美（妹妹）：市川實日子

間接影響松子人生的人物，十分喜愛姐姐松子，而後肺炎病逝，遺言是對著松子說「歡迎回來」。
- 澤村惠（松子的好友）：黒澤明日香

原為AV女優「水澤葵」，後來成為成人片公司老闆，婚前姓名為東惠，因傷害罪而入獄結識松子。
- 小野寺：武田真治

松子的男友兼合夥人，把松子財產拐走後，為松子所殺。
- 島津賢治：荒川良良

理髮店老闆，曾經短暫和松子生活與戀愛。
- 岡野健夫：劇團一人

作家，八女川徹也的勁敵，徹也死後接收了松子，因外遇被太太發現而和松子分手。
- 岡野健夫的夫人：大久保佳代子

- 佐伯俊二：谷原章介

- 教務主任：竹山隆範（作弊二人組成員）

與原作中的杉下教務主任完全不同。在校外教學旅行中，看見松子因偷竊現金而向商店老闆道歉，以保密作為交換條件，原作是校長性侵了松子，電影版中則是主任要求松子給他看她的胸部。
- 校長：角野卓造

- 大倉修二（松子的鄰居）：猩爺

- 赤木經理：谷中敦（日语：谷中敦）（東京斯卡樂園成員）

- 綾乃（土耳其浴小姐）：BONNIE PINK

- 女囚犯：AI、土屋安娜、山田花子

- 「懸疑劇場」電視劇演員：片平渚、本田博太郎、秋竹城、木野花

- 渡邊明日香：柴咲幸

為了重新檢視自己的人生，離開男友笙，分手後的去向與原作不同。原作中明日香決定當醫生，休學後準備重考名古屋的大學轉讀醫科，電影版中則是加入日本海外青年協力隊，前往烏茲別克。
- 八女川徹也：宮藤官九郎

作家，時常對同居的松子家暴，自稱是太宰治轉世，但在寫下「生而為人，我很抱歉」後便臥軌自盡。
- 川尻紀夫（弟弟）：香川照之

阿笙的父親，對於松子離家後的家庭氣氛衰退感到厭恨，向松子提出斷絕家庭關係，松子死後委託阿笙處理松子後事。
- 川尻恒造（父親）：柄本明

因為久美病弱而對其特別疼愛，反而冷落松子，唯有松子扮鬼臉能讓父親微笑，松子離家後三個月離世，卻仍關心松子消息。

## 獲獎和提名
- 第30回日本电影金像奖[1]
  - 最佳女主角：中谷美紀
  - 最佳剪輯：小池義之
  - 最佳音樂：Gabriele Roberto、澀谷毅
  - 最佳導演：中島哲也（提名）
  - 最佳編劇：中島哲也（提名）
  - 最佳撮影：阿藤正一（提名）
  - 最佳照明：木村太朗（提名）
  - 最佳美術：桑島十和子（提名）
  - 最佳録音：志滿順一、太齊唯夫（提名）

- 第1屆亞洲電影大獎
  - 最佳女主角：中谷美紀
  - 最佳視覺效果：柳川瀬雅英（提名）

- 第61回每日電影獎
  - 最佳女主角：中谷美紀

- 第80回電影旬報獎
  - 最佳女主角：中谷美紀

- 第31回報知電影獎
  - 最佳女主角：中谷美紀

## 外部連結
- 電影《令人討厭的松子的一生》日本官方網站
- 日本 DVD 官方網站（页面存档备份，存于）
- 互联网电影数据库（IMDb）上《令人討厭的松子的一生》的资料（英文）
- 豆瓣电影上《令人討厭的松子的一生》的資料 （简体中文）
- 1905电影网上《令人討厭的松子的一生》的资料（简体中文）